# Ernesto Noboa y Caamaño
Ernesto Noboa y Caamaño (Guayaquil, Ecuador, 11 de agosto de 1889 - Quito, 7 de diciembre de 1927) fue un poeta ecuatoriano, perteneciente a la llamada «Generación decapitada». Fue una figura del modernismo en su país.

## Biografía
Ernesto Noboa y Caamaño nació en Guayaquil, de igual manera que su compañero Medardo Ángel Silva. Procedía de una familia notable y acomodada que contaba a los presidentes José María Placido Caamaño, así como Diego Noboa como sus antepasados. Cumplió su educación media, se estableció con sus padres en la ciudad de Quito, donde empezó a publicar poesía a través de periódicos y revistas. Había aprendido Noboa un estilo de escribir y de llevar su existencia que provenía del París de los poetas malditos. Las incomodidades del ambiente local, rudo para su ambición de vagas delicadezas, le empujaron hacia Europa.

### Viaje a Europa

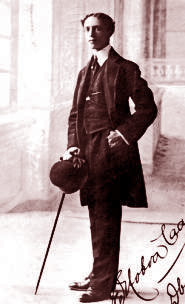
Noboa y Caamaño

El viaje le dio oportunidad de captar imágenes extranjeras que inspiraron su poesía. Un ejemplo de eso es su composición Lobos de mar, en el paisaje de Bretaña. Las impresiones de su vagabundeo lejano y que siguió recogiendo tras el regreso al país, acentuaron su desazón, su pesimismo, su renunciamiento a la voluntad y el esfuerzo y su predilección por las drogas. Pero, en cambio, le poseía un desmayo invencible frente a las cosas de la vida: “Del más mínimo esfuerzo mi voluntad desiste,—y deja libremente que por la vieja herida—del corazón se escape—sin que a mi alma contriste—como un perfume vago, la esencia de la vida.” En medio de su abandono amaba más radicalmente las lecturas de los autores favoritos: «Heme, Samain, Jules Laforgue, Edgar Allan Poe -y, sobre todo, ¡mi Verlaine!». O, de igual manera que el modernista cubano Julián del Casal, confesaba su apetencia de morfina y de cloral para calmar sus “nervios de neurótico”.

### Escritos
Leyó a los franceses, a Rubén Darío y a Juan Ramón Jiménez. Y de ese modo asimiló virtudes de forma que le permitieron hacer poesía de gracia y delicadeza jamás logradas antes en el país. Rasgos estilísticos, predilecciones por lo francés y lo exótico, estado sentimental, singular aptitud renovadora, todo lo asocia legítimamente a lo más caracterizado del movimiento modernista hispanoamericano. Pero no desoyó totalmente el reclamo de los temas cercanos. Por eso compuso con certeza y colorido aquel soneto titulado «5 a.m.», que es una imagen fiel, viva, visual, de la gente quiteña que madrugan a la misa bajo el clamor de las campanas y que se mezclan con el truhan y la mujerzuela como en un apunte goyesco. Ernesto Noboa Caamaño publicó “Romanza de las horas” en 1922 y donde destaca el poema "Emoción vesperal".

### Muerte
Emprendió un viaje nuevamente a Europa para visitar España y Francia. Durante el resto de su vida se vio afectado por una continua neurosis y se volvió adicto a drogas alucinógenas, lo que marcaría su rutina y día a día. A su regreso a Ecuador continuó con su consumo continuo de éter y morfina, lo que le llevaría a la muerte el 7 de diciembre de 1927 en Guayaquil, cuando tenía 38 años de edad. Para entonces estaba escribiendo su segundo libro de poemas titulado La sombra de las alas.

## Legado
Jorge Carrera Andrade, identifica su poesía modernista como una superación de lo romántico ya que esta nueva generación de escritores buscó, a su juicio, fabricar una "coraza" que le permita resistir la acometida romántica. En palabras de Noboa y Caamaño. "El que de acero su alma no reviste - nunca está bien en medio de los vivos". Siempre influenciado por la literatura francesa, Ernesto Noboa y Caamaño sabía de memoria "Les Complaintes" de Laforgue. Carrera Andrade describió sus versos y sus últimos días de la siguiente manera:

Ernesto Noboa se cubrió los ojos con gafas azules para ver el paisaje del mundo. De ahí sus versos, diminutas esferas de cristal de bohemia, en cuyo interior tiembla eternamente una lágrima. En los últimos días de su vida, Noboa ya no quiso ver a nada, ni a nadie, ni siquiera la claridad del cielo que le hacia sentir más la soledad de su espíritu. Se encerró en su casa semi-rural y se acostó en su lecho para no levantarse más!
Jorge Carrera Andrade Revista América N° 26 y 27

Ante su muerte la Revista América le dedicaría un volumen en el que le recordarían así:

El Poeta ha muerto. Sufrió, soñó y cantó. Nos hizo el regalo de su alma dolorida y bella en la envoltura sedeña de estrofas leves, puras, estremecidas. Le debemos reconocimiento. Que viva siempre, con vida íntima y profunda, en el recuerdo de quienes habiendo ansia de poesía, gusten, como nosotros, de aspirarla y recibir su atención refrigerante en el manantial de sus divinos versos.
José Rafael Bustamante - Revista América N° 26 y 27

## Obras
- Romanza de las horas (1922)